# Mariä-Verkündigungs-Kirche (Idvor)
Die Mariä-Verkündigungs-Kirche (serbisch: Црква Благовести Пресвете Богородице, Crkva Blagovesti Presvete Bogorodice) im Dorf Idvor, in der Opština Kovačica, ist eine serbisch-orthodoxe Kirche in der nordserbischen autonomen Provinz Vojvodina.
Das 1803 erbaute Kirchengebäude ist der Mariä Verkündigung geweiht und ist die Pfarrkirche der Pfarrei und Kirchengemeinde Idvor im Dekanat Crepaja der Eparchie Banat der Serbisch-Orthodoxen Kirche. Darüber hinaus feiert die Pfarrkirche die Slava des Hl. Sava von Serbien sowie das Mariä-Entschlafen als wichtige Kirchenfeiertage.
Als unbewegliches Kulturgut besitzt die Kirche den Status eines Kulturdenkmals und steht unter staatlichem Schutz. Das Gotteshaus ist als Taufkirche des berühmten serbischen Physikers und Schriftstellers Mihajlo Pupin, der im Dorf Idvor geboren wurde, bekannt.

## Lage

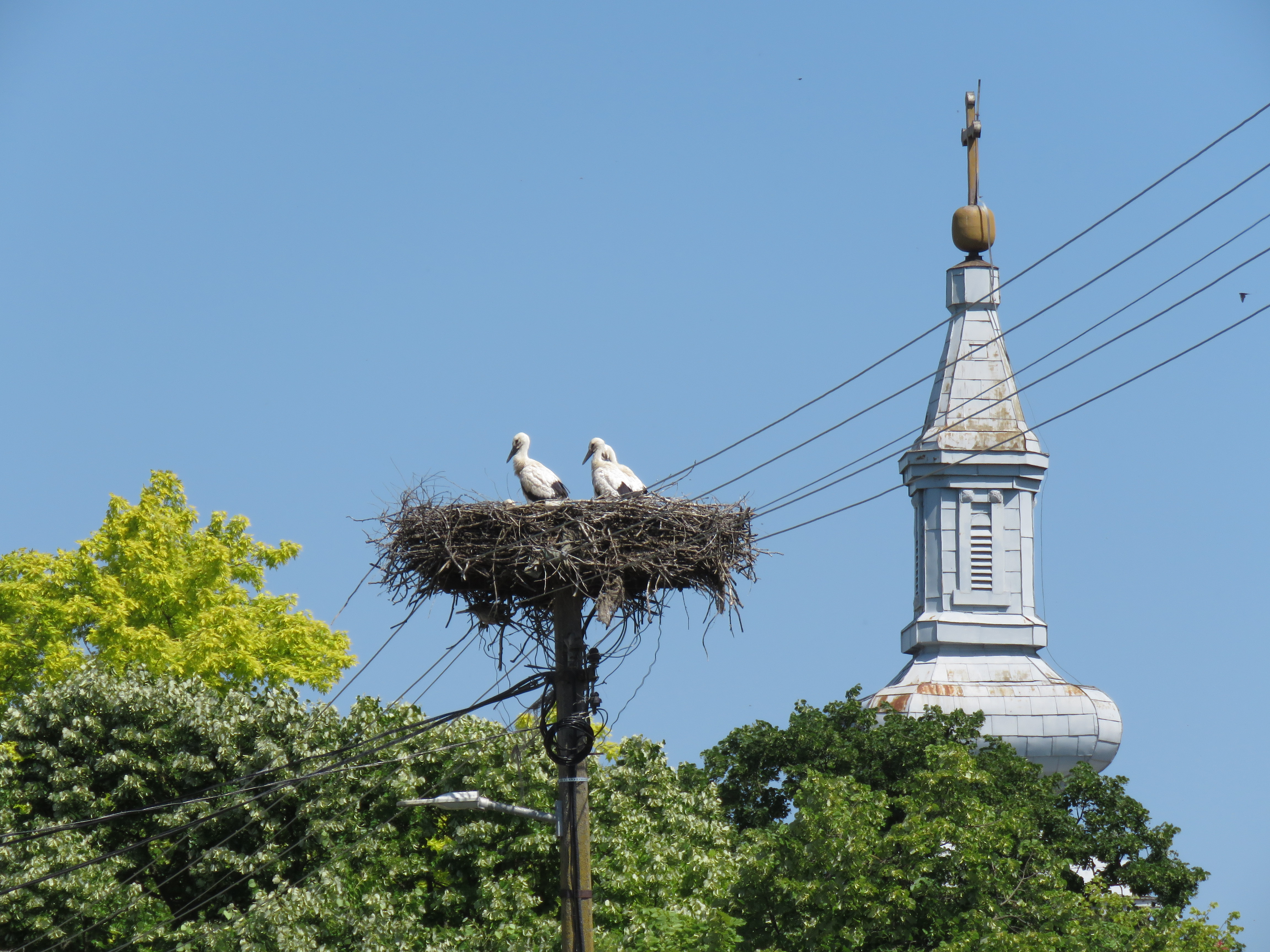
Störche und Kirchturmhaube

Idvor liegt im südlichen Banat rund 13 km nordwestlich der Gemeindehauptstadt Kovačica. Unweit des Dorfes fließt der Fluss Temesch. Als Symbol des Dorfes gelten die Störche, die an vielen Plätzen im Ort ihre Nester gebaut haben. 
Das Gotteshaus steht im Dorfzentrum an der Straße Ulica Mihajla Pupina. Die genaue Adresse der Kirche lautet Ulica Mihajla Pupina Nr. 57. In der Nähe der Kirche stehen, das Geburtshaus des Pupin, das Gebäude der freiwilligen Feuerwehr, die Dorfpost, die Dorfgrundschule Mihajlo Pupin und die Dorfambulanz. 
Die Kirche steht im zentralen Dorfpark, als Teil des Gedenkkomplex Mihajlo Pupin Idvor, in dem sich neben der Kirche, eine Statue des Mihajlo Pupin (ein Werk des Aleksandar Zarin), ein Pupin gewidmetes Museum (das im Gebäude der alten Schule aus dem Jahre 1843 eingerichtet wurde), das 1936 erbaute und 1979 erweiterte Volkshaus (eine Stiftung von Pupin), ein 1946 errichtetes Denkmal für die Opfer des Zweiten Weltkriegs, weitere Büstendenkmäler, ein Denkmal und die Beerdigungsstätte für die zwei gefallenen jugoslawischen Partisanen Radislav Lasički (1906–1944) i Živa Vukosavljev (1910–1944), ein Gedenkbrunnen, ein dekorativer Teich, Informationstafeln, Sitzbänke und viel Natur befinden. 
Im teilweise umzäunten Park der den Kirchhof bildet mit einem großen Eingangstor an der Westseite und weiteren Eingängen stehen bei der Kirche, eine kleine Kapelle zum Kerzen entzünden und Kirchladen, ein Kirchbrunnen auf dem eine Ikone der Mariä-Verkündigung angebracht wurde und ein Fahnenständer.
In der Nähe von Idvor stehen zwei kleine Kapellen, eine alte, über die keine Informationen vorhanden sind, und eine neuere, die jüngst renoviert und dem Mariä-Entschlafen geweiht wurde. 

## Geschichte

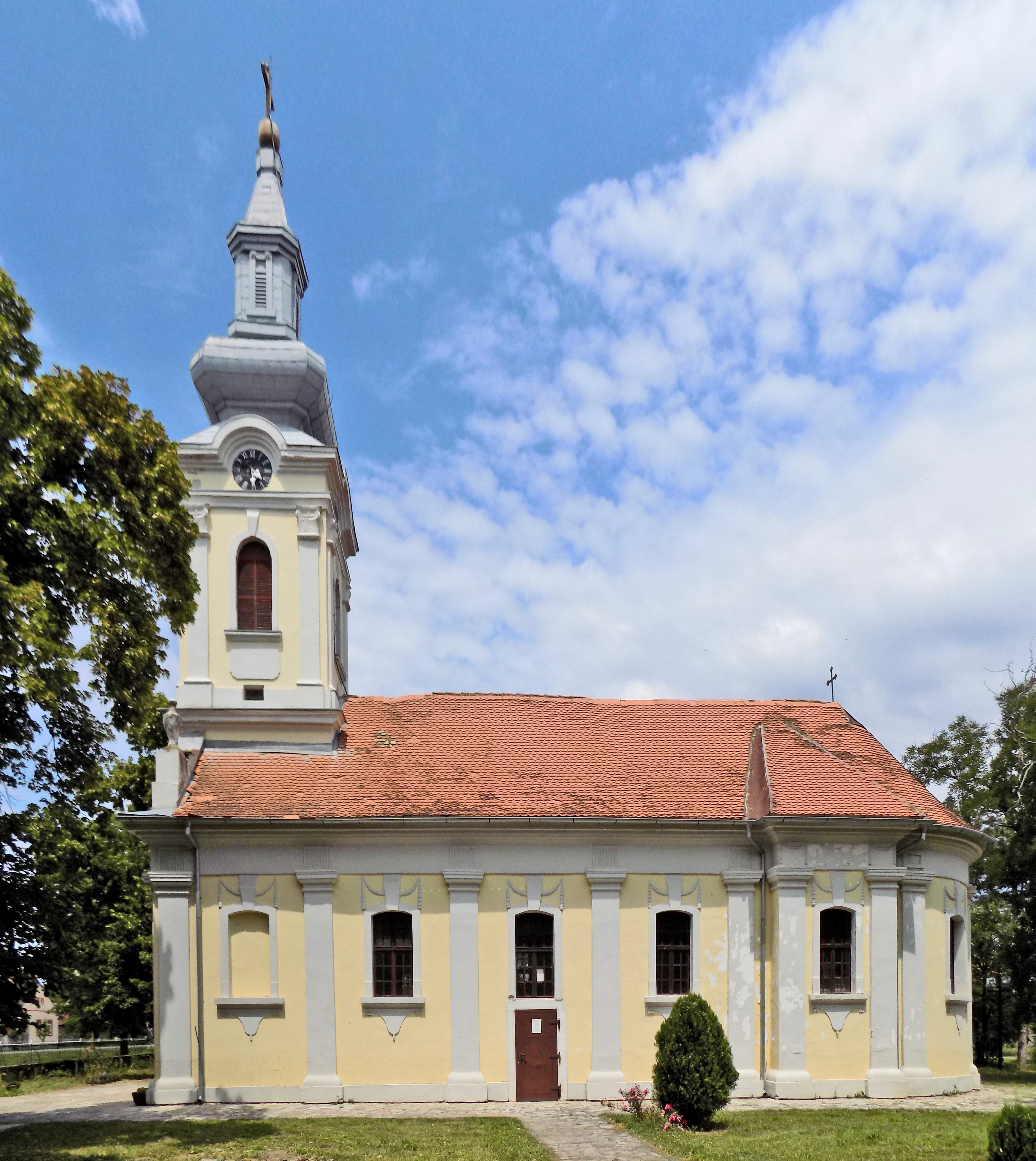
Südfassade der Kirche

Idvor, ein kleines serbisches Dorf in der Nähe des Flusses Temesch, wurde erstmals im 17. Jahrhundert während der türkischen Herrschaft in diesen Gebieten erwähnt. Als die Mönche des Patriarchats von Peć in den Jahren 1660 und 1666 aufbrachen, um Spenden zu sammeln, erreichten sie beide Male auch das Dorf. Obwohl Idvor damals aus nur wenigen Häusern bestand, sammelten die Mönche eine große Geldmenge. Als Dorfbewohner werden erwähnt: der Priester Sava, der Dorffürst Mata, die Gastgeber waren zuerst Janoš und dann Dmitrije, und weitere Einzelpersonen mit den Namen: Jana, Stamena, Sava Stepanović, Marinko, Adam und Jovan.
Bis 1736 befand sich das Dorf Idvor an der Stelle, die heute als Staro Selo (Altes Dorf) bekannt ist, einen halben Kilometer nördlich des heutigen Dorfes. Das Dorf wurde 1736 nach zwei großen Pestepidemien (1732 uns 1736) an seinen heutigen Standort verlegt. Heute steht im Staro Selo ein großes steinernes Gedenkkreuz, ein Denkmal zur Erinnerung an den Ort, an dem sich die erste Kirche von Idvor befand. Diese erste Kirche war aus Holz errichtet und ihr Aussehen lässt sich auf Karten aus dem Jahr 1721 erahnen. An der Stelle der heutigen Kirche stand eine ähnlich aussehende neue Holzkirche, die 1803 mit dem heutigen Gotteshaus ersetzt wurde.
1764 gehörte die Pfarrei Idvor zum Dekanat Bečkerek (das heutige Zrenjanin). Die orthodoxen Priester von Idvor waren im Februar 1773: Jovan Simeonović und Stefan Branovac. Als der orthodoxe Klerus der Eparchie Temišvar im Jahr 1797 registriert wurde, dienten im Ort zwei Geistliche, Jovan Simeonović und Petar Pavlović.
Das Antimension der alten Kirche, das sich im heutigen Gotteshaus befindet, wurde vom Bischof der Eparchie Temišvar, Mojsije, geweiht. Die Mariä-Verkündigungs-Kirche wurde 1803 erbaut. Nach seiner Erbauung wurde das Kirchengebäude jahrzehntelang schrittweise ausgestattet, so wurden 1838 drei neue Glocken angebracht und 1852 vier Messinguhren angeschafft und installiert. Am Ende des Jahres 1854 wurde Mihajlo Pupin in der Kirche getauft. Im Jahr 1869 wurde der Kirchturm grundlegend renoviert. 
Die prächtige Ikonostase wurde 1871 im Kircheninneren aufgestellt und in der Zeit von 1876 bis 1879 vom Belgrader Maler und Akademiker Professor Stevan Todorović mit Ikonen bemalt. Einige der Ikonen wurden von seiner Frau und ebenfalls bekannten Malerin Poleksija Todorović angefertigt.
Am Gewölbe der Ikonostase ist ein in Holzschnitzerei gearbeiteter Giebelkranz aus Rosen angebracht. In den Chören befinden sich Ikonen der Hl. drei kappadokischen Väter. Die Ikone der Kreuzigung Christi, ein Werk eines unbekannten Künstlers, ist in Öl auf Holz gemalt. Um das Kruzifix herum stehen Figuren, die durch ein Element barocker Linien begrenzt sind.
Die Ikone der Allerheiligsten Gottesmutter Maria mit dem Jesuskind, eine Kopie der Gottesmutter von Wladimir, ein Werk des Ikonenmalers Petar Arsenijević, dem Pfarrpriester von Orlovat, ist in Öl auf Holz gemalt worden. Im unteren Teil der Ikone befindet sich eine Notiz vom Ende des 18. Jahrhunderts über den Ktitor Nedeljković. Neben der Ikonostase verfügt die Kirche über wertvolle Ikonen (Gemälde) auf einer Zinnunterlage der Heiligen serbischen Herrscher aus dem Mittelalter: Stefan Dečanski, Simeon Mirotočivi, Zar Lazar und Zar Uroš, die ebenfalls Werke des Stevan Todorović darstellen. 

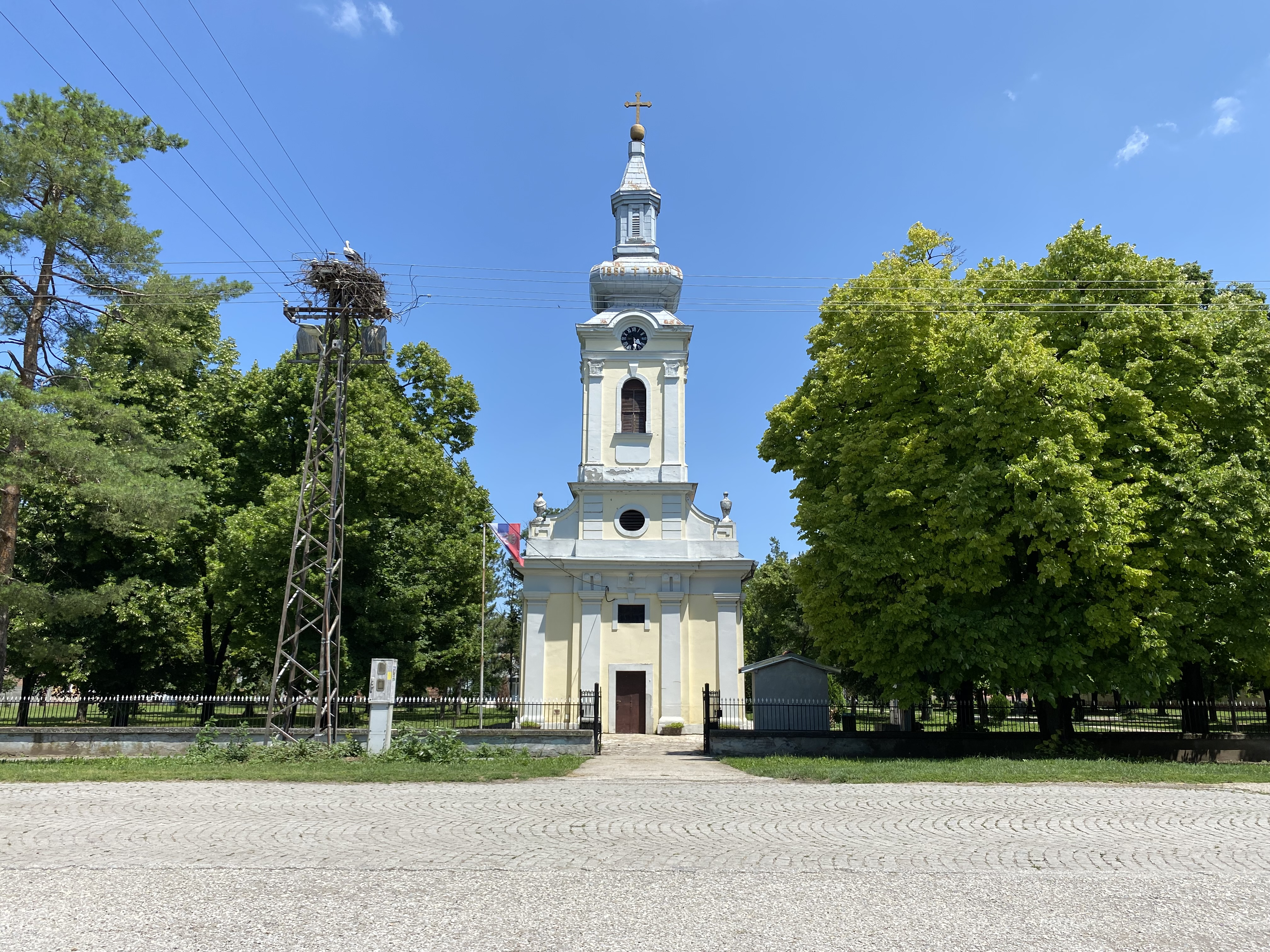
Die Westfassade mit umgebenden Bäumen

Zu den Kirchenschätzen zählen ein vierbändiges Evangelium aus dem Jahr 1562 und zwei anthologische Menologien mit blumenartigen Verzierungen aus dem Jahr 1643. Der silberne Kelchfuß ist mit Weinreben und Blättern verziert und die muschelförmige Tasse ist gegossen. Auf der rechten Seite des Sockels befindet sich eine Aufzeichnung aus dem Jahr 1848 über die Ktitorin des Kelches Ekaterina Pavković aus Zemun. Der Kelch aus vergoldetem Silber auf einem Ständer weist geschmiedete und gravierte Verzierungen auf, wie die Symbole des Leidens Christi, eingefasst von einem stilisierten Blumenornament. Auf dem Glas sind in kreisförmigen Flächen der Hl. Erzengel Michael, die Kreuzigung mit den Folterinstrumenten und die Verkündigung dargestellt. In einer Aufzeichnung aus dem Jahr 1772 wird auch Petar Mihailović erwähnt.
Auf dem Gottesmutterthron befindet sich eine Ikone der Allerheiligsten Gottesmutter Maria mit einer Inschrift, die den Bischof der Eparchie Temišvar, Stefan, erwähnt, aus dem Jahr 1817. Auf dem Bischofsthron befindet sich eine unsignierte Ikone mit dem Bildnis des Hl. Apostels Jakobus des Bruders des Herrn.
An den Wänden der Kirche befinden sich zwei Grabdenkmäler: Auf der Nordseite befindet sich das Grab von Petar Kraljev, einem Teilnehmer der Mai-Versammlung aus dem Jahre 1848, und auf der Südseite das Grab von Arsenije Jović, der 1803 starb, als die Kirche erbaut wurde. Bald nach seiner Ankunft in Idvor im Jahre 1897 organisierte der junge Lehrer Kosta Tanazević einen Kirchenchor und wurde dessen Chorleiter.
Von 2014 bis 2015 führte das Institut zum Schutz von Kulturdenkmälern Konservierungs- und Restaurierungsarbeiten an der Ikonostase, den Chorstühlen, dem Gottesmutterthron und dem Bischofsthron (Thron des Apostels Jakobus) durch. Die Arbeiten wurden vom Ministerium für Kultur und Medien der Republik Serbien finanziert. In der Kirche wurden auch teilweise Arbeiten zur Beseitigung der schädlichen Feuchtigkeit in den Kirchenwänden durchgeführt. Allerdings ist in den Wänden immer noch Feuchtigkeit vorhanden und gefährdet den Zustand der Ikonostase, der Chöre und Throne. Auch wurden die Kirchglocken elektrifiziert und die Kirchuhren wurden nach über 80 Jahren ebenfalls restauriert. 
Am 7. April 2016 zur Slava der Kirche, hielt der Bischof der Eparchie Banat, Nikanor, die hierarchische Liturgie in der Kirche und weihte die restaurierte Ikonostase neu ein.

## Architektur

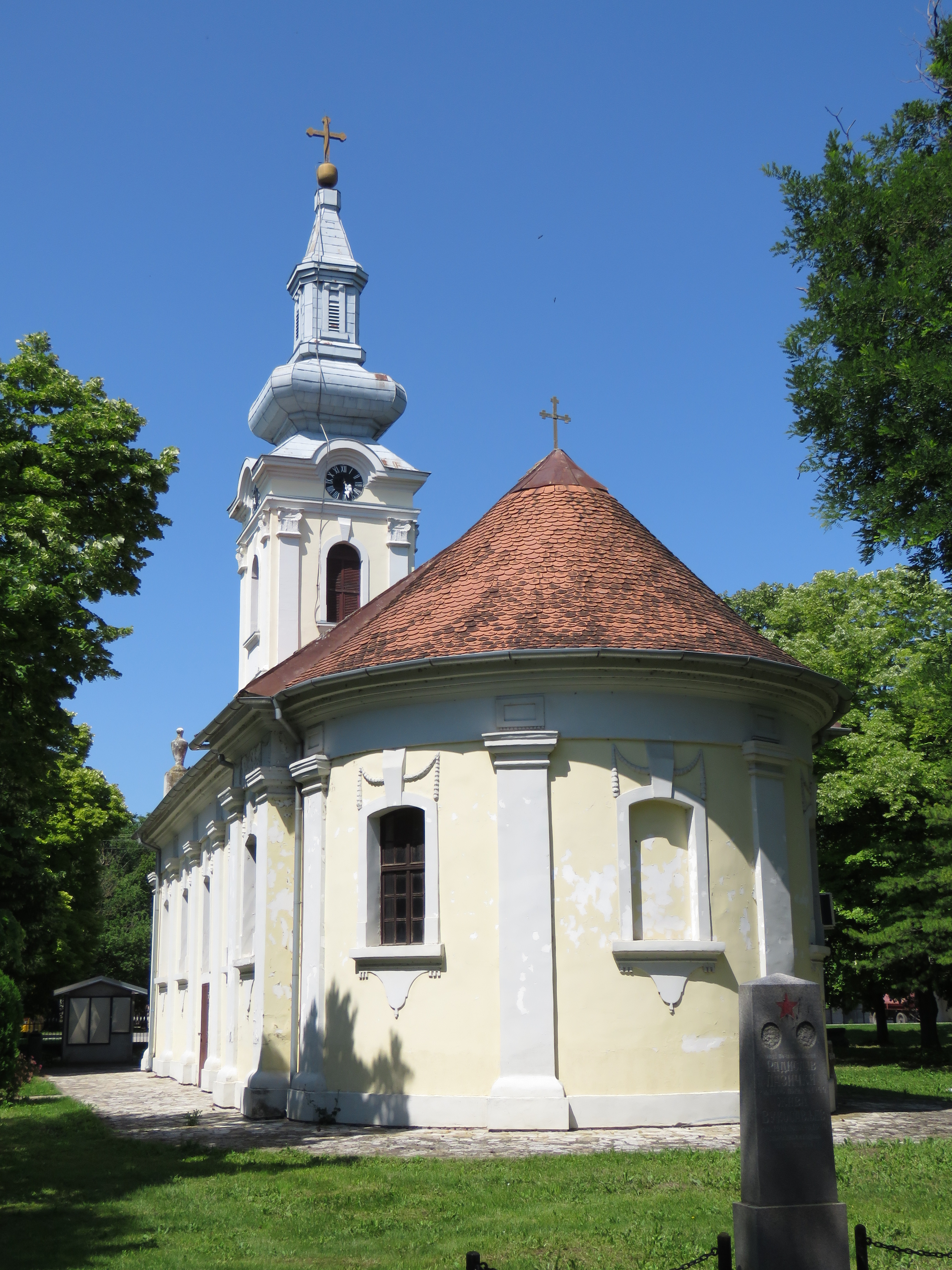
Ostseite der Kirche und Partisanendenkmal

Das einschiffige Kirchengebäude mit einem rechteckigen Grundriss, ist mit einer halbrunden Altar-Apsis im Osten, flachen und rechteckigen Seitenchören und einem Narthex mitsamt einem aus der Westfassade erhebenden einstöckigen hohen Kirchturm, den eine mehrgeschossige Zwiebelturmkappe krönt, im Westen, im Übergangsstil des Barock (Spätbarock) und des Klassizismus erbaut worden. Die Gesamtlösung zeugt von einer Leistung, die in der Übergangsphase von nachbarocken Elementen zum aufkommenden Klassizismus in einer rustikalen Variante geschaffen wurde.
Die Fassaden sind einfach gegliedert: horizontal durch einen niedrigen Sockel und ein profiliertes Dachgesims, vertikal durch eine Pilasterreihe mit einfachen Kapitellen. Die gesamte Außendekoration der Kirche ist mit reichen Stilelementen (Plastiken) verziert mit einem flachen Risalit an der Westfassade und plastischer Dekoration an allen Fassaden in Form von Girlanden, Dentikulen, Astragalen und Kapitellen mit eckigen Voluten des Giebels am Kirchturm und einem Ornament in Form von Drapierungen unter den Fenstern der Seitenfassaden.
An der Nord- und Südfassade befinden sich vier Bogenfenster eingefasst in dekorativer Umrahmung. An der Apsis existieren zwei weitere umrahmte Bogenfenster, während im vordersten Bereich des Kirchenschiffs an der Nord- und Südfassade sich jeweils eine Blendnische und in der Mitte der Apsis eine dritte Blendnische befindet. Zur Dekoration des Kirchturmes gehört auch ein Oculus.
Der Haupteingang der Kirche befindet sich an der Westfassade. Auch gibt es einen Nebeneingang an der Südseite. Die Kirche besitzt zwei Kirchenkreuze, eines auf der Spitze des Kirchturmes und das andere am Ostende des Naos.
Das Kircheninnere wird von der hohen, luxuriösen, hölzernen, reich verzierten, mehrstöckigen und mehrtürigen Ikonostase mitsamt Ikonen, im Stil des Klassizismus dominiert. Im Kircheninnenraum befinden sich zudem der Gottesmutter- und Bischofsthron, Kronleuchter, in Hellblau gestrichenes und verziertes Chorgestühl, Wandikonen, Kirchentische und dekorierte Chorständer. 
Die Kirche verfügt über einen großen Chorbalkon im westlichen Kirchenschiff. Die Kirchenwände sind mit marmorimitierenden Verkleidungen und Wandmalereien in Form von floralen Ornamenten geschmückt.